# NGC 4428
NGC 4428 (również PGC 40860) – galaktyka spiralna (SBc), znajdująca się w gwiazdozbiorze Panny w odległości około 143 milionów lat świetlnych od Ziemi. Odkrył ją John Herschel 16 marca 1828 roku.
W galaktyce tej zaobserwowano supernową SN 2008ce.